# Maha Sarakham
Maha Sarakham (in thailandese มหาสารคาม) è una città minore (thesaban mueang) della Thailandia di 49 780 abitanti (2020). Il territorio comunale occupa il Sottodistretto Talat, facente parte del Distretto di Mueang Maha Sarakham, che è capoluogo della provincia omonima, nel gruppo regionale della Thailandia del Nordest.

## Geografia fisica
La città è nella parte centrale dell'Altopiano di Korat, in una zona agricola pianeggiante la cui coltura principale è il riso. Si trova circa 450 km a nord-est della capitale Bangkok. Il fiume principale è il Chi, che ne attraversa la periferia settentrionale, mentre nel centro di Maha Sarakham vi sono diversi canali. Alcuni dei corsi d'acqua sono utilizzati per la balneazione e sono affiancati da campeggi. Altre aree ricavate sulle loro rive sono state destinate a riserve naturali.

## Storia
Importanti reperti archeologici sono venuti alla luce nelle zone attorno alla città, in particolare una reliquia attribuita a Buddha ritrovata nell'Amphoe Na Dun. Tale scoperta ha indotto l'ipotesi che il sito fosse la capitale di un antico regno tra il V e il VI secolo. Una pagoda è stata costruita in tempi più recenti per ricordare l'importanza del buddhismo nella zona e per ospitare riti buddhisti di rilievo. L'aspetto culturale ha avuto ulteriore slancio con la fondazione di importanti istituti universitari nel XX secolo.

## Economia
È una delle maggiori e prosperose città della regione. Storicamente basata sull'agricoltura provinciale, l'economia cittadina è oggi orientata sull'Istruzione, con 50.000 studenti iscritti all'Università di Maha Sarakham, 25.000 all'Università di Maha Sarakham Rajabhat e molti altri nei diversi college presenti nel territorio comunale. La città è il principale polo universitario del Nord-est e la presenza degli studenti ha procurato grandi entrate e molti posti di lavoro.
L'influenza della comunità cinese è di primaria importanza, come in tutta la Thailandia, ma a differenza delle altre municipalità a Maha Sarakham i cinesi si occupano soprattutto di commercio e meno della produzione. Tra i prodotti più importanti dell'artigianato locale vi sono quelli del settore tessile, in particolare capi in seta e cotone lavorati a mano. Nel territorio comunale vi sono diversi centri commerciali.

## Cultura
Da lungo tempo importante città universitaria, è considerata uno dei principali centri culturali della regione e viene chiamata la Taxila dell'Isan (Taxila era un antico centro della cultura in India). È anche rinomata come centro regionale del buddhismo. Tra le maggiori attrazioni culturali vi sono il grande museo dell'Università di Maha Sarakham e il centro culturale dell'Isan all'Università Rajabhat. Di rilievo nei pressi della città le rovine khmer Ku Mahathat, l'artigianato di alcuni villaggi, in particolare le ceramiche, e due statue di Buddha risalenti al periodo Dvaravati.

## Infrastrutture e trasporti
Maha Sarakham non dispone di una stazione ferroviaria né di un aeroporto, i più vicini sono a Khon Kaen e Roi Et. Per i trasporti regionali e nazionali si utilizzano le autocorriere, per la mobilità urbana vi sono songthaew che svolgono il ruolo di autobus cittadini seguendo percorsi prestabiliti, oltre ai mototaxi e ai tuk-tuk.